# Mies (Suiza)
Mies es una comuna suiza del cantón de Vaud, situada en el distrito de Nyon en la rivera izquierda del lago Lemán. Limita al norte con la comuna de Tannay, al este con Anières (GE), al sur con Versoix (GE), y al oeste con Chavannes-des-Bois.
La comuna hizo parte hasta el 31 de diciembre de 2007 del círculo de Coppet.